# 打印服务器

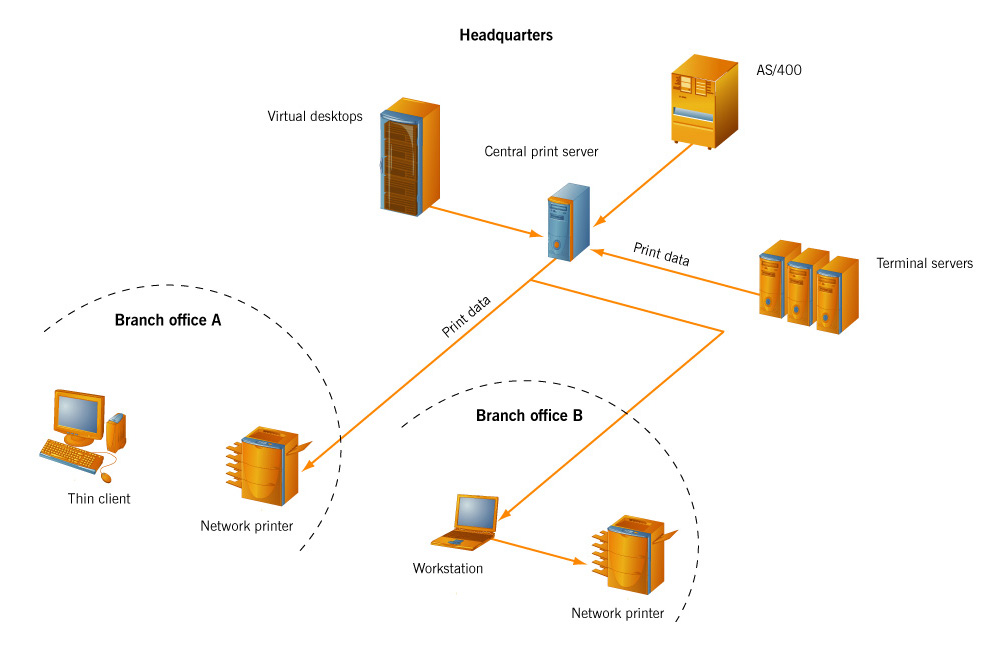
網絡打印的例子

打印服务器（英語：Print server）是一种通过计算机网络将打印机与客户端计算机连接起来的服务器。

## 概要
打印服务器接受来自计算机的打印作业，并将作业发送到相应的打印机。不過通常情況下，打印作業到達服務器的速度遠比打印机实际处理速度要快，這時打印作業就會在打印服務器上排隊，等待被服務器發送至打印機。打印服务器的額外功能包括检查待处理的打印作业队列，重新排序或删除等待的打印作业，或进行各种核算（如计算页数，这可能涉及读取打印机生成的数据）、配置彩色打印配额、用户/部门身份验证或对打印文件加水印。
打印服务器可以支持各种行业标准或专有打印协议，例如互聯網列印協定（IPP）、行式打印机后台程序协议（LPD）、NetWare、NetBIOS或JetDirect等。
打印服务器可以是一台联网的计算机，可以連上一台或多台共享打印机。或者打印服务器也可以是网络上的专用设备，与局域网和一台或多台打印机连接。這些专用设备往往在配置和功能上都相当简单，例如无线路由器、防火墙或两者兼有。或者打印服务器直接整合進打印机。
所有具有电子连接器的打印机都与打印服务器兼容。不過有時打印機無法將所有狀態都發送給服务器，例如墨水量低的警示信号。
- IEEE 1284連接器的无线打印服务器
- Brother HL-2070N网络激光打印机，内置打印服务器。
- Dell 1320cn彩色激光网络打印机，带有网络连接功能